# Калдарела
Калдарела (итал. Caldarella) је насеље у Италији у округу Ређо ди Калабрија, региону Калабрија.
Према процени из 2011. у насељу је живело 244 становника. Насеље се налази на надморској висини од 40 м.